# Коновалова (Куртамиський округ)
Конова́лова (рос. Коновалова) — присілок у складі Куртамиського округу Курганської області, Росія.
Населення — 356 осіб (2010, 482 у 2002).
Національний склад станом на 2002 рік:
- росіяни — 97 %